# Ana Paula Arósio
Ana Paula Arósio, née le 16 juillet 1975 à São Paulo, est une actrice et mannequin brésilienne. Elle a joué dans des telenovelas, des pièces de théâtre et des films.

## Biographie
Après un début de carrière à douze ans comme mannequin, elle commence sa carrière au cinéma en 1991, avec le rôle de Berenice Rondi adolescente dans le film de Walter Kouri Per sempre, puis comme actrice dans des séries télévisées produites par le réseau de chaînes SBT. 
Ana Paula Arósio a ensuite tourné des feuilletons pour TV Globo, entre 1998 et 2010. Elle s'est surtout fait connaître dans la série Terra Nostra, qui décrivait l'arrivée d'immigrants italiens au Brésil et leur influence sur la société brésilienne  du XIXe siècle. Dès lors elle va enchaîner les apparitions dans les productions de cette chaîne jusqu'à son mariage avec l'architecte Henrique Pinheiro en juillet 2010. Elle était ainsi annoncée pour jouer dans la telenovela Insensato Coração (passions mortelles), mais elle ne s'est pas présentée au moment des tournages selon Rede Globo. Le 20 décembre 2010, l'actrice a démissionné de la chaîne, ce qui a été rendu public le 12 janvier 2011,. Elle tourne ensuite des films pour le cinéma et ne revient à la télévision qu'en 2020 dans une campagne publicitaire pour la banque Santander

## Récompenses
Elle est lauréate de plusieurs prix. Après avoir été récompensée comme révélation de l'année en 1999, elle a reçu le prix de la meilleure actrice lors du Troféu Imprensa (pt) pour ses prestations dans Terra Nostra et Esperança. Elle a également été nommée Prix du cinéma brésilien Guarani (pt) dans la catégorie meilleure actrice, pour son rôle de Julia dans le film Comment t'oublier de Malu de Martino.

## Filmographie

### Cinéma
- 1991 : Per sempre (film de Walter Hugo Khouri, avec Ben Gazzara et Eva Grimaldi : Berenice Rondi (adolescente)[1]
- 2001 : Os cristais Debaixo do Trono (drame, réalisation Del Rangel)[8]
- 2001 : Os Maias (mini-série avec Fábio Assunção) : Maria Eduarda da Maia[9]
- 2010 : Como Esquecer  (Film de Malu de Martino) : Júlia[10],[11]
- 2013 : Anita e Garibaldi : Anita[12]
- 2015 : A Floresta Que Se Move : Clara[13]
- 2018 : Primavera (film historique de Carlos Porto de Andrade Jr, avec Ruth Escobar)[14]

### Télévision
- 1994 : Éramos Seis (série télévisée d'après un roman de Maria José Dupré, avec Irene Ravache) : Amanda[15]
- 1996 : Razão de Viver (série télévisée) : Bruna[16]
- 1997 : Os Ossos do Barão (série télévisée) : Isabel[17]
- 1998 : Hilda Furacão (série télévisée) : Hilda[18]
- 1998 : Você Decide (série télévisée) : Lena[19]
- 1999 : Terra Nostra (série télévisée) : Giuliana Esplendore[20],[9]
- 2001 : Brava Gente (série télévisée) : Madalena[21]
- 2001 : Os Normais (série télévisée) : Carminha[20]
- 2002 : Esperança (série télévisée avec Carlos Araújo) : Camille[22]
- 2004 : Um Só Coração (mini-série) : Yolanda Penteado (pt)[23]
- 2004 : Celebridade (série télévisée ) : Alice[24]
- 2005 : Mad Maria (mini-série) : Consuelo[25]
- 2005 : O Coronel e o Lobisomem : (Comédie de Maurício Farias) Prima Esmeraldina[21]
- 2005 : Celeste & Estrela : (court métrage avec Dira Paes et Júlia de Abreu) : Salete[22]
- 2006-2007 : Páginas da vida (série télévisée avec Lília Cabral) : Olívia Duarte[23]
- 2007 : Casseta & Planeta Urgente (série télévisée et comédie)[26]
- 2008 : Ciranda de Pedra (série télévisée avec Marcello Antony) : Laura Prado[27]
- 2010 : Na Forma da Lei (série télévisée) : Ana Beatriz Macedo[28]